# Musée des Instruments à vent
Le musée des Instruments à vent (MIV) est un musée ethnographique situé à La Couture-Boussey (Eure). Il est  labellisé « musée de France ».
Premier musée consacré à la facture instrumentale en France, il présente des instruments à vent de la famille des bois fabriqués dans le bassin couturiot, des techniques de facture instrumentale et des archives sous toute leur forme des artisans s'y consacrant.

## Historique
La Couture-Boussey et ses environs sont un centre de facture d'instruments à vent depuis le XVIIe siècle,.
Les facteurs d'instruments de la Couture-Boussey étaient souvent musiciens à la cour à Versailles et à Paris à l'époque de Louis XV.
Place importante dans la fabrication des instruments de musique dans une région où le buis abondait et inquiets face à la révolution industrielle qui les menace, les facteurs d'instruments à vent du village se rassemblent en un syndicat d’ouvriers « finisseurs en instruments de musique » et créent en 1888 le musée des Instruments à vent à La Couture-Boussey pour honorer et défendre le savoir-faire local. Très tôt, une démarche scientifique est adoptée pour la gestion des collections, qui servent à des fins pédagogiques pour les apprentis.
Les familles Noblet et Noblet-Thibouville permirent entre autres (flûtes, clarinettes de la maison Noblet/Leblanc (1750-2004), hautbois de chez SML Marigaux créé en 1935…) à la Couture-Boussey de devenir le centre de la fabrication des bois en Europe. Depuis la deuxième moitié du XXe siècle, l'activité de manufacture instrumentale a fortement régressé dans le village.
Pour faire face à l'affluence du public et afin de pouvoir exposer les collections dans de bonnes conditions, le nouveau musée est inauguré en 1982 après avoir été transféré de la salle de la mairie à l'ancienne école du village après deux années de travaux d'aménagement.
Le musée détient le label musée de France depuis 2003.
Depuis le 1er janvier 2017, le musée est rattaché à la communauté d’agglomération Évreux Portes de Normandie et appartient à un réseau culturel composé par quatre institutions : le musée d’Art, Histoire et Archéologie d’Évreux, la maison des Arts d’Évreux et le conservatoire à rayonnement départemental d'Évreux.
En 2018, le musée fait l'acquisition du Portrait du flûtiste vêtu à l'orientale de Pierre Le Sueur.

## Collections
À la création du musée en 1888, les collections ont été constituées directement par les ouvriers « finisseurs en instruments de musique », notamment en réalisant des répliques d'instruments anciens prêtés par des collectionneurs. Dorénavant, les collections s'enrichissent régulièrement de dons de particuliers, de collectionneurs privés et d'entreprises du secteur. Elles sont également complétées par des acquisitions.
Le musée renferme quelques pièces rares et intéressantes comme des musettes de cour, des flageolets, des cors anglais, des hautbois de toute taille, des clarinettes, et bon nombre de flûtes traversières ou à bec. Des instruments plus ésotériques comme des coucous de théâtre, des flûtes-cannes complètent les collections.
Le hautbois de Louis Cornet (1678-1745) est l’instrument à vent le plus ancien du musée et est daté des années 1730. Il est fabriqué en buis, ivoire, laiton et os ; il possède une perce conique large comme les hautbois modernes ainsi que deux clés. Louis Cornet était un facteur natif de la Couture-Boussey qui s'installera à Paris comme beaucoup de facteurs renommés de la région couturiote (Hotteterre, Lot, Martin, Chédeville). Son talent était reconnu dans le tournage du bois et dans le travail de l’ivoire.
En bonne place, on peut voir le portrait de Jacques-Martin Hotteterre (1673-1763), célèbre musicien de la chambre du roi et membre d'une dynastie de facteurs d'instruments locaux.

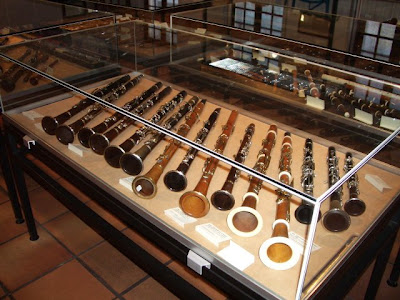
Vitrine de clarinettes.
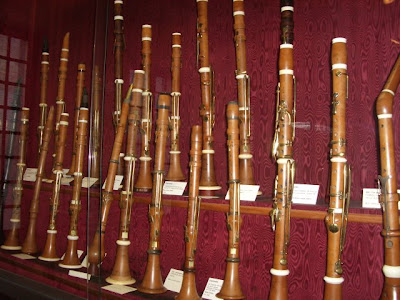
Vitrine de hautbois et de clarinettes anciennes en buis.

Le musée dispose des prototypes de la clarinette octo-contrebasse de 1939 et de la clarinette octo-contralto de 1971 fabriqués par la maison Leblanc et conçus par l'acousticien Charles Houvenaghel.
Le musée dispose également d'un fonds d'archives et de photographies provenant des luthiers de la région ainsi que de collections d'outils de manufacture d'instruments, de machines et d'instruments à différentes étapes de fabrication.
Le musée collabore avec les autres musées publics dans le monde pour partager une partie des collections consultable en ligne sur la base Joconde des Musées de France, la base nationale des instruments de musique et sur la base de données d'instruments de musique issus de collections publiques (244 musées, plus de 75 000 instruments inventoriés) dénommée MIMO.

## Expositions

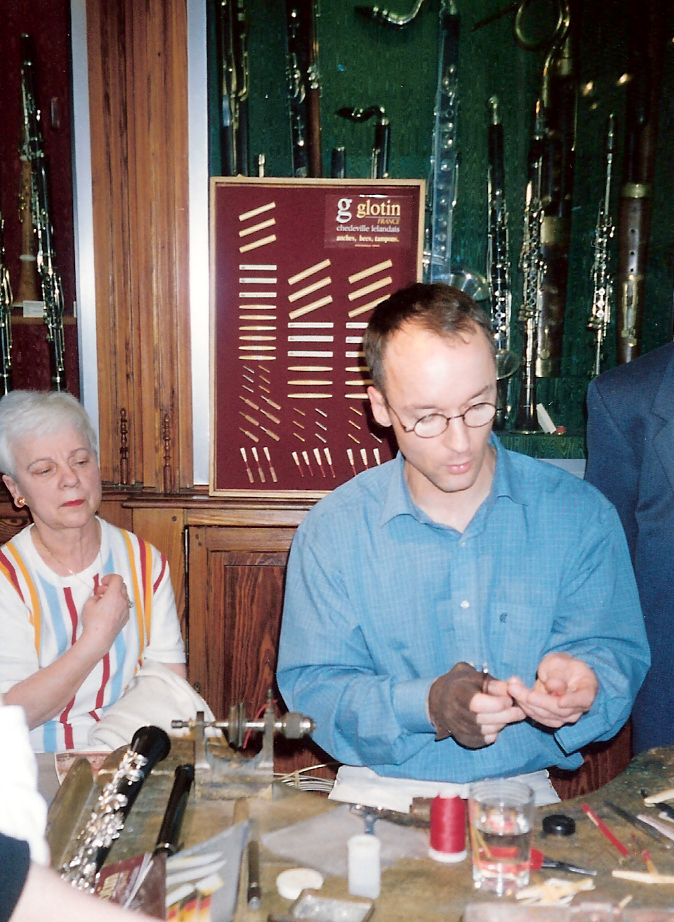
Démonstration de montage et de grattage d'anches de hautbois lors des portes ouvertes au musée des instruments à vent en 1998.

Le musée organise régulièrement des expositions temporaires.
- 2012 : « Vision contemporaine sur la clarinette et la facture instrumentale ».
- 2014 : « Dans la musette de René Lot… La tradition de la copie d'instruments chez les facteurs »[10].
- 2015 : « 1888, naissance d’un musée »[11].
- 2016 : « Portraits de luthiers ».
- 2020 : « Léon Leblanc, 1900-2000, un homme, un siècle », du 5 septembre 2020 au 28 mars 2021[12].
- 2021 : « Un souffle de modernité ! Camille Saint-Saëns et les instruments à vent », du 10 juillet au 19 décembre 2021.
- 2022 : « Regards sur la facture instrumentale »[13], du 24 septembre 2022 au 26 mars 2023.
- 2024 : « Musiciennes. Objets de regard et actrices de la vie musicale».